# كريستيان كولسون
كريستيان كولسون (بالإنجليزية: Christian Colson)‏ هو منتج أفلام بريطاني، ولد في 15 سبتمبر 1968 في بوينس آيرس في الأرجنتين.

## وصلات خارجية
- كريستيان كولسون على موقع IMDb (الإنجليزية)
- كريستيان كولسون على موقع روتن توميتوز (الإنجليزية)
- كريستيان كولسون على موقع قاعدة بيانات الفيلم (الإنجليزية)